# Tommy Sopwith
Thomas Edward Brodie Sopwith (15 november 1932, Buckinghamshire - 4 mei 2019, Basingstoke) was een Britse ondernemer, autocoureur en motorbootracer.

## Biografie
Thomas Sopwith was de zoon van de Engelse luchtvaartpionier en zeiler Sir Thomas Sopwith, de bouwer van de Sopwith Camel en later voorzitter van Hawker Aircraft- en Phyllis Brodie. Hij werd opgeleid op de Stowe School, Buckinghamshire.
Door zijn succes als coureur won hij de allereerste ronde van het British Saloon Car Championship in 1958. Dat jaar verloor hij net het coureurskampioenschap van Jack Sears na een shoot-out van tien ronden aan het einde van het seizoen, nadat de twee coureurs op gelijke punten eindigden. In 1961 stapte hij over van autoracen naar motorbootracen. In 1965 won hij de Cornish "100" Offshore klasse 3, powerboat race in een boot genaamd 'Thunderflash', waarin hij net Mike Beard in zijn 'Mongaso' verslaat.
Hij was de eigenaar van Endeavour Holdings Limited, een autodealer in Portslade, Brighton, met een omzet van £17 miljoen.
Hij overleed op 4 mei 2019 op 86-jarige leeftijd in het Basingstoke Hospital.